# Биогенное происхождение нефти
Биогенное происхождение нефти (Теории органического происхождения нефти) — научные взгляды и теории органического нефтеобразования и накопления нефти в земной коре

## История
М. В. Ломоносов полагал, что нефть:

«выгоняется подземным жаром из приуготовляющихся каменных углей оная бурая и чёрная масленая материя … Увериться можем о происхождении сих горячих подземных материй из растущих вещей их легкостью. Ибо все минералы в воде потопают; нефть по ней плавает» (§ 155. О Слоях земных, 1763).
Исследователь Кавказа и Апшеронского полуострова Г. В. Абих до 1879 года поддерживал взгляды на органическое образование нефти, но из битуминозных сланцев и мергелей.
В 1948—1949 годах в СССР официально утвердили теорию органического происхождения нефти (по И. М. Губкину) на сессиях учёных советов нефтяных институтов в Москве и Ленинграде (прошедших после Августовской сессии ВАСХНИЛ).

## Теории биогенного нефтеобразования
Основные современные теории биогенного происхождения нефти, в хронологическом порядке:
- Из морских илов (Н. И. Андрусов, Г. П. Михайловский)
- Из сапропелита (Н. Д. Зелинский)[5]
- Из живого вещества (В. И. Вернадский)
- Органическое вещество глинястых отложений (А. Д. Архангельский, П. Траск)
- Из растительного материала (Энглер, Гефер)
- Из растительных жиров (Г. Л. Стадников)[6]
- Из морской травы, in situ (К. П. Калицкий)[7]
- Животное и растительное происхождение (И. М. Губкин)
- Из растительных углеводов (В. Б. Порфильев)

### Исходный материал
По характеру исходного материала для нефтеобразования гипотезы делятся на три группы:
1. животные организмы (планктон, бентос)
2. растительные остатки (низшие и/или высшие растения)
3. растительно-животный характер исходных организмов (весь биоценоз).

### Факторы
Изучение основных факторов, обусловливающих возникновение и развитие процессов преобразования органического вещества в нефть:
- Микробиологические процессы
- Каталитические процессы
- Температура и давление
- Роль радиоактивных элементов
- Литолого-фациальные условия
- Химический состав нефтей
- Сероводородное заражение вод.

### Этапы
Различают три основных этапа биогенного нефтеобразования:
1. Сингенез — образование нефтематеринских отложений (осадков)
2. Диагенез — преобразование этих осадков в горные породы
3. Катагенез — изменение горных пород под влиянием повышенных давления и температуры.

К дополнительным (необязательным) этапам относятся:
- метаморфические изменения (метаморфизм) горных пород
- гипергенные изменения (выветривание) горных пород.